# Premio alla miglior attrice (Festival di Karlovy Vary)
Il Premio alla miglior attrice è un premio assegnato al Festival di Karlovy Vary alla migliore attrice dei film in concorso nella selezione ufficiale.

## Albo d'oro
| Anno | Film                                                           | Attore                                                    |
| ---- | -------------------------------------------------------------- | --------------------------------------------------------- |
| 1948 | Les frères Bouquinquant                                        | Madeleine Robinson                                        |
| 1949 | premio non assegnato                                           |                                                           |
| 1950 | Zhao Yiman                                                     | Che Liang-sing                                            |
| 1951 | premio non assegnato                                           |                                                           |
| 1952 | Danka                                                          | Milka Tuykova                                             |
| 1953 | il Festival non ha avuto luogo                                 |                                                           |
| 1954 | Sfida a Silver City (Salt of the Earth)                        | Rosaura Revueltas                                         |
| 1955 | il Festival non ha avuto luogo                                 |                                                           |
| 1956 | Volnitsa                                                       | Rufina Nifontova                                          |
| 1957 | Urok istorii                                                   | Tzvetana Arnaudova                                        |
| 1958 | Madre India (Mother India)                                     | Nargis                                                    |
| 1960 | Kölyök                                                         | Mari Törőcsik                                             |
| 1962 | premio non assegnato                                           |                                                           |
| 1964 | Il diario di una cameriera (Le journal d'une femme de chambre) | Jeanne Moreau                                             |
| 1966 | premio non assegnato                                           |                                                           |
| 1968 | Poor Cow                                                       | Carol White                                               |
| 1970 | U ozera                                                        | Natalya Arinbasarova                                      |
| 1972 | Holt vidék                                                     | Mari Törőcsik                                             |
| 1974 | Milenci v roce jedna                                           | Marta Vančurová                                           |
| 1976 | Jeder stirbt für sich allein                                   | Hildegard Knef                                            |
| 1976 | Kalldorf gegen Mannesmann                                      | Karin Schröder                                            |
| 1978 | Los días del pasado                                            | Marisol                                                   |
| 1978 | Le passé simple                                                | Marie-José Nat                                            |
| 1980 | Duios Anastasia trecea                                         | Anda Onesa                                                |
| 1980 | Geschichten aus dem Wienerwald                                 | Birgit Doll                                               |
| 1982 | premio non assegnato                                           |                                                           |
| 1984 | Camilla - Un amore proibito (Camila)                           | Susú Pecoraro                                             |
| 1984 | Der Fall Bachmeier - Keine Zeit für Tränen                     | Marie Colbin                                              |
| 1986 | Agnese di Dio (Agnes of God)                                   | Jane Fonda, Anne Bancroft e Meg Tilly                     |
| 1988 | Die Schauspielerin                                             | Corinna Harfouch                                          |
| 1990 | Tumultes                                                       | Julie Jezequel, Clotilde de Bayser e Laure Marsac         |
| 1992 | Kiks                                                           | Evdokiya Germanova                                        |
| 1994 | Tre vedove e un delitto (Widows' Peak)                         | Natasha Richardson                                        |
| 1995 | Maiden Rosé                                                    | Ya-lei Kuei                                               |
| 1996 | Il fiore del mio segreto (La flor de mi secreto)               | Marisa Paredes                                            |
| 1997 | Juloratoriet                                                   | Lena Endre                                                |
| 1998 | La catena del male (Wicked)                                    | Julia Stiles                                              |
| 1999 | Ha Chaverim shel Yana                                          | Evelyn Kaplun                                             |
| 2000 | Eu tu eles                                                     | Regina Casé                                               |
| 2001 | En sång för Martin                                             | Viveka Seldahl                                            |
| 2002 | La risata del gabbiano (Mávahlátur)                            | Ugla Egilsdóttir                                          |
| 2003 | La finestra di fronte                                          | Giovanna Mezzogiorno                                      |
| 2003 | Stupeur et tremblements                                        | Sylvie Testud                                             |
| 2004 | Lad de små børn                                                | Karen-Lise Mynster                                        |
| 2004 | León y Olvido                                                  | Marta Larralde                                            |
| 2005 | Mój Nikifor                                                    | Krystyna Feldman                                          |
| 2006 | SherryBaby                                                     | Maggie Gyllenhaal                                         |
| 2007 | Pudor                                                          | Elvira Mínguez                                            |
| 2008 | Děti noci                                                      | Martha Issová                                             |
| 2009 | Applaus                                                        | Paprika Steen                                             |
| 2010 | L'enfance du mal                                               | Anaïs Demoustier                                          |
| 2011 | Die Unsichtbare                                                | Stine Fischer Christensen                                 |
| 2012 | Pele Akher                                                     | Leila Hatami                                              |
| 2013 | Bluebird                                                       | Emily Meade, Amy Morton, Margo Martindale e Louisa Krause |
| 2014 | Low Down                                                       | Elle Fanning                                              |
| 2015 | Domácí péče                                                    | Alena Mihulová                                            |
| 2016 | Učitelka                                                       | Zuzana Mauréry                                            |
| 2017 | Ptaki śpiewają w Kigali                                        | Jowita Budnik e Eliane Umuhire                            |
| 2018 | Sueño Florianópolis                                            | Mercedes Morán                                            |
| 2019 | Lara                                                           | Corinna Harfouch                                          |
| 2020 | il Festival non ha avuto luogo                                 |                                                           |
| 2021 | Guerres                                                        | Éléonore Loiselle                                         |
| 2022 | Chemi otakhi                                                   | Taki Mumladze e Mariam Khundadze                          |
| 2023 | Urotcite na Blaga                                              | Eli Skorcheva                                             |
| 2024 | La solitudine dei non amati                                    | Helga Guren                                               |